# Shane Reti

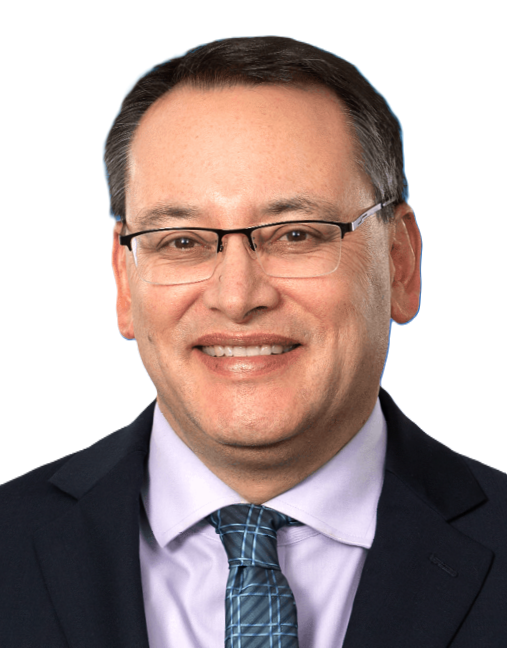
Shane Reti (2023)

Shane Reti (* 5. Juni 1963 in Hamilton, Neuseeland) ist ein neuseeländischer Arzt und Politiker der New Zealand National Party.

## Leben
Reti wurde am 5. Juni 1963 als ältester von fünf Kindern der Eheleute Ray Reti und Robyn Reti in Hamilton geboren. Seine Familie zählt sich den Māori-Stämmen der Ngāti Wai und der Ngāti Maniapoto zugehörig. Er besuchte die Boys' High School in Hamilton und die Minico High School in Rupert im Bundesstaat Idaho der Vereinigten Staaten. Anschließend studierte er von 1981 bis 1982 an der University of Waikato und von 1982 bis 1987 an der University of Auckland, wo er mit einem Bachelor of Medicine abschloss. Ein weiteres Studienjahr beendete er 1989 mit einem Diplom in Obstetrik (Geburtshilfe). Des Weiteren studierte er Dermatologie in Cardiff an der University of Wales und schloss dort mit einem Diploma in Dermatological Science ab.
Reti wurde im Glauben der Mormonen aufgezogen, besucht aber seinen Aussagen nach nicht mehr deren Gotteshäuser. Musik, das Gitarrenspiel und das Schlagzeug bezeichnete er für sich als Ort, an dem er für sich kreativ werden kann.

## Berufliche Karriere
Nach seiner Studienzeit arbeitete er über 16 Jahre als Arzt in Whangarei in der Region Northland und gehörte drei Amtszeiten lang dem Vorstand des Northland District Heath Board an. Im Jahr 2007 wurde Reti zum New Zealand Harkness Fellow an der Harvard University ernannt, wo er zum Assistenz-Professor befördert wurde.

## Politische Karriere
Im Jahr 2014 trat Reti erstmals über den Wahlkreis Whangarei für einen Sitz im Neuseeländischen Parlament an und konnte den Wahlkreis mit 55,07 % und großem Abstand zu seinen Mitbewerbern gewinnen. Er war damit der erste Māori-Abgeordnete für den Sitz für Whangarei. In den Jahren 2017 und 2023 konnte Reti jeweils den Wahlkreis wiedergewinnen. Nur im Wahljahr 2000 musste er sich mit dem 2. Platz in der Direktwahl begnügen.
| Wahljahr | Direktkandidat  | Stimmen | Partei         | Stimmen |
| -------- | --------------- | ------- | -------------- | ------- |
| 2014     | Shane Reti      | 55,07 % | National Party | 50,08 % |
| 2017     | Shane Reti      | 45,84 % | National Party | 44,85 % |
| 2020     | Emily Henderson | 40,25 % | Labour Party   | 46,97 % |
| 2023     | Shane Reti      | 48,33 % | National Party | 37,68 % |

2023 verlor die Labour Regierung unter Chris Hipkins ihre Mehrheit und der Wahlsieger Christopher Luxon konnte mit seiner National Party über eine Drei-Parteien-Koalition eine Regierung bilden, dessen Teil Reti mit zwei Ministerämter wurde (siehe nachfolgend).

### Ministerämter in der Regierung Luxon
Mit der Regierungsbildung vom 27. November 2023 übernahm Reti folgende Ministerämter:
| Minister                     | vom               | bis     |
| ---------------------------- | ----------------- | ------- |
| Minister of Health           | 27. November 2023 | aktuell |
| Minister for Pacific Peoples | 27. November 2023 | aktuell |

Quelle: Department of the Prime Minister and Cabinet

## Familie
Reti ist verheiratet und hat drei Kinder, davon zwei Töchter und einen Sohn.

## Auszeichnungen
- 2006 wurde Reti für seine Dienste im öffentlichen Bereich mit der Queen's Service Medal ausgezeichnet.[6]